# 千葉県道293号茂原環状線
千葉県道293号茂原環状線（ちばけんどう293ごう もばらかんじょうせん）は、千葉県茂原市を起点・終点とする一般県道。茂原市と周辺の2町村を回る環状線である。

## 概要
- 起点・終点：茂原市腰当（腰当交差点、国道128号交点）
- 総延長：*.* km（長生土木事務所管内：*.* km）
- 重用延長：*.* km（長生土木事務所管内：*.* km）
- 実延長：23.514 km（長生土木事務所管内：23.514 km[1]）
- 認定年月日：1974年（昭和49年）10月4日

## 重複区間
- 国道128号：長生郡長生村七井土（鵜沼堰交差点） - 七井土（七井土交差点）
- 千葉県道85号茂原夷隅線：長生郡長生村七井土（七井土交差点） - 七井土（信号無交差点）
- 千葉県道27号茂原大多喜線：茂原市上永吉（信号交差点） - 上永吉（信号無交差点） ※一部重複
- 国道409号：茂原市墨田（信号無交差点） - 上茂原（信号無交差点）

## 地理

### 通過する自治体（時計回りに）
- 千葉県
  - 茂原市 - 長生郡長生村 - 茂原市 - 長生郡長南町 - 茂原市

### 交差・接続する道路（時計回りに）
- 国道128号：茂原市腰当（腰当交差点、起点・終点）
- 千葉県道138号正気茂原線：茂原市六ツ野（信号交差点）
- 千葉県道84号茂原長生線：茂原市木崎（信号交差点）
- 国道128号：長生郡長生村七井土（信号交差点） - 七井土（七井土交差点） ※一部重複
- 千葉県道85号茂原夷隅線：長生郡長生村七井土（七井土交差点） - 七井土（信号無交差点） ※一部重複
- 千葉県道27号茂原大多喜線：茂原市上永吉（信号交差点） - 上永吉（信号無交差点） ※一部重複
- 国道409号：茂原市墨田（信号無交差点） - 上茂原（信号無交差点）
- 千葉県道13号市原茂原線：茂原市上茂原（上茂原交差点）
- 千葉県道14号千葉茂原線：茂原市内長谷（信号交差点）

### 沿線（時計回りに）
- 千葉県立茂原樟陽高等学校工業校舎
- 茂原市立東郷小学校
- 長生村運動場
- 鵜沼堰
- 一宮川 - 数回渡る。
- 猿袋神社
- 八幡神社
- 茂原市立鶴枝小学校
- 行徳寺
- 茂原カントリー倶楽部
- 石神神社
- 妙源寺
- 円蔵寺
- 長谷神社
- 茂原市立豊田小学校
- 子安神社